# 友達登録
「友達登録」（ともだちとうろく）は2001年4月5日にフジテレビの『世にも奇妙な物語'01春の特別編』で放送されたテレビドラマ。主演は深田恭子。

## ストーリー
大学に通う西嶋小百合（深田）は内気な性格が災いして、友達ができずにいた。しかし、友達がいないと悟られたくないため、来てるはずもないメールチェックを欠かさず行っていた。するとある日、「友達登録」という会員制サイトの招待通知が届く。
「いつでもあなたのお好みのタイプのお友達を紹介します」
半信半疑だったが、無料だったこともあり冗談半分で登録した小百合。すると、「希望欄」のメールが送られてくる。そこには、本当に「自分の望むタイプ」を入力するという物だった。
小百合はとりあえず、「向こうからガンガン盛り上げてくれる子」と入力・送信する。すると翌日、全く面識のない同級生が親しげに話しかけてくる。思わず「どちら様ですか?」と尋ねるが、「この前連絡先交換したばっかじゃん!」と言われ、確認すると彼女の名前が携帯電話に登録されている。
「友達登録」の効果を確認した小百合は嬉しくなり、その友達と楽しいひと時を過ごす。しかししばらくすると、彼女のあまりのテンションの高さに若干辟易とした小百合。すると「友達登録」からメールが届く。「この方を友達から消去しますか?」。彼女に飽きていた小百合は家で、その同級生を友達から「消去」する。そして、次に「おとなしい子」と希望を入力・送信する。
翌日、やはり面識のない同級生が話しかけてきて、電話を見るとやはり名前が登録されている。最初は彼女のおとなしさにホッとしていた小百合だったが、お互い話が広げられず、おとなしすぎる事を理由に「消去」する。
その後、小百合は「気に入った友達」は「保存」し、「気に入らなかった友達」は「消去」を何度も繰り返し、いつしか小百合の周囲には10人以上の友達が集まるようになっていった。初めに消去した2人と、その後一切顔を合わせていない事には何の疑問も持たずに。
そしてその友達たちと飲み会をしている時、ふと小百合が「ねえねえ、みんな、友達登録って知ってる?」と尋ねた。すると、それまで楽しかった空気の飲み会が一斉にして静まりかえり、妙な空気になってしまう。友達の一人がその空気を打破しようと「全然知らないよ?呑もう呑もう!」と盛り上げるが、どこかよそよそしい雰囲気になってしまう。更に、友達の一人が「小百合が買ったばかりの衣類」に飲み物をこぼしてしまうなど、みんながぎこちなくなる。不思議に思った小百合だったが、特に意に介さず、家で友達一覧をチェックし「買ったばかりの衣類に飲み物をこぼされた。」、「この娘はいつも抱きついてくる、気持ち悪い。」など些細な理由で次々と気に入らない友達を「消去」していく。
場面が変わり、「小百合の衣類に飲み物をこぼした友達」が人通りが少ないトンネルの中を歩いていると、酔ったサラリーマンと肩がぶつかってしまう。サラリーマンが「どこに目つけてんだ!!」と振り返り怒鳴ろうとする。しかし、ぶつかったその「友達」がどこにも見当たらない。
また、場面が変わり「小百合に毎回抱きつく友達」が家でシャワーを浴びていると、突然姿が消え、シャワーのノズルが床に落下する。そう、「友達登録」で消去された人間は文字通りこの世から跡形もなく消え去ってしまうのだった。そんな事を知る由もなく、小百合は次々に友達を「消去」していく。
そしてまた場面が変わり、別の「友達」が泣きながら「あの子（小百合）の機嫌を損ねたんじゃないか？今度は自分が消されるんじゃないか？」と同じ「友達」に相談する。どうにか「友達」からの励ましで落ち着かせて貰えた矢先に、小百合の「消去」により目の前でその「友達」が消え去ってしまう。
そんな後日、小百合は「友達全員」と浜辺に遊びに行くが、全員小百合に対して態度がよそよそしくなる。小百合が疑問を感じ問いただしても、誰一人答えようとしない。
そんな空気に耐えられず、「これ以上、小百合と友達でいるなんて耐えられない！」とその場で泣き出す友達も居た。
それぞれの友達の不穏な態度に怒りが頂点に達した小百合は、「もういい！！」と携帯電話を取り出し「全件を消去する」を押す。すると、友達たちの阿鼻叫喚を尻目に小百合の目の前で、友達たちが一人ずつ砂のように消え去っていった。
驚いた小百合が自宅に戻りアルバムを見ると、「飲み会で撮影した写真」に小百合以外のメンバーが写真から消えてしまっていた事に気づく。
「友達登録」で友達を消去する本当の意味に気づいた小百合、そんな矢先に「友達登録」からメールが来る。「あなたは削除超過数を超えました。よって、今度は友達側になって下さい」。今度は小百合が「削除」に怯える立場になるのだった。そしてすぐに指示が届く。そこには相手の名前と落ち合う場所が記されていた。
翌日、指示通り相手と落ち合うと、相手は「友達登録」当初の自分と全く同じリアクションを取るが、気にせず会話を続ける。「消去」されないために一生懸命、相手を持ち上げる小百合。しかし、それを繰り返している自分に苛立ち、「こんなのは本当の友達じゃない!やっぱり、本当の友達は自分で見つけるべきなんだ!こんな相手のご機嫌取りをしてるのなんか真の友人関係って言えない!」と相手に説く。
すると笑顔で「初めてだよ、そんな事言われたの」と同調してもらえ、安心する。しかしその刹那、彼女は表情を変え「…そんなウザい事…」と言い放ったことで、愕然とする。そして相手の携帯電話には「消去」の文字が表示されていた。

## キャスト
- 西嶋小百合 - 深田恭子
- アンドウナナコ - 山口リエ
- イイジマミドリ - 加賀野泉
- カオリ - 浅見れいな
- ユカ - 林知花
- ミスズ - 神谷涼
- アイコ - 葉山恵里
- シオリ - 篠原直美
- ミホ - 尾崎沙也
- ショウコ - 橋爪しのぶ
- フユミ - 河野由佳
- サヤカ - せきぐちきみこ
- カナエ - 大鶴綾香
- タエコ - 細田阿也
- ケイコ - 太田有美
- ノリコ - 赤木茉紀子
- サイトウマサエ - 鈴木七雲
- 中年サラリーマン - 田中要次

## スタッフ
- 脚本:大野敏哉
- 演出：木下高男